# Irina Wiktorowna Chasowa
Irina Wiktorowna Chasowa, geb. Artjomowa (russisch Ирина Викторовна Хазова; * 20. März 1984 in Sarow) ist eine ehemalige russische Skilangläuferin.

## Werdegang
Chasowa trat erstmals bei den Juniorenweltmeisterschaften 2003 im schwedischen Sollefteå in Erscheinung, als sie im Massenstartwettbewerb über 15 Kilometer Freistil die Bronzemedaille und mit der russischen Staffel Gold gewinnen konnte. Im Sprintwettbewerb belegte sie den 25. Platz. Zu Beginn der Saison 2003/04 startete sie im Continental-Cup und erreichte dort mehrere Top-Ten-Platzierungen. Daraufhin wurde sie für den Weltcup nominiert. In ihrem ersten Weltcup-Rennen im finnischen Kuusamo über 10 Kilometer klassisch belegte sie den 42. Platz. Im Skiathlon konnte sie jedoch als 22. schon ihre ersten Weltcup-Punkte gewinnen. Bei den Juniorenweltmeisterschaften 2004 im norwegischen Stryn gewann sie drei Goldmedaillen. Sie siegte über 15 km klassisch (Massenstart), 5 km Freistil und mit der russischen Staffel. In der Saison 2004/05 gelang ihr in Ramsau mit Platz sieben ihre erste Top-Ten-Platzierung im Weltcup. Sie beendete die Saison mit Platz 26 in der Gesamtwertung der Distanzwettbewerbe. Im darauf folgenden Jahr startete Chasowa nur bei einem Weltcupwettbewerb. Im finnischen Kuusamo belegte sie Platz 13 über 10 Kilometer Freistil. Bei den U23-Weltmeisterschaften 2006 in Kranj gewann sie hinter Justyna Kowalczyk die Silbermedaille über 10 Kilometer klassisch und im Skiathlon. Chasowa kehrte in der Saison 2006/07 wieder in den Weltcup zurück und platzierte sich mehrfach unter den besten 30 Athleten. Die Tour de Ski 2006/07 beendete sie auf dem 25. Platz. In der Gesamtwertung des Weltcups belegte sie am Ende der Saison den 39. Platz. Bei den Weltmeisterschaften 2007 im japanischen Sapporo belegte sie im Skiathlon den 24. Platz, es blieb der einige WM-Start ihrer Karriere.
2007 wurde Chasowa im Trainingslager der russischen Mannschaft in der Türkei positiv auf Furosemid getestet und von der FIS für zwei Jahre wegen Dopings gesperrt. Furosemid selbst wirkt nicht leistungssteigernd, wird aber aufgrund seiner entwässernden Wirkung als Maskierungsmittel eingesetzt, um eventuell vorhandene Spuren von eingenommenen Dopingmitteln aus dem Körper auszuscheiden. Chasowa gab an, wenige Tage vor dem Test auf Anraten einer Nachbarin ein Mittel eingenommen zu haben, das eventuell Furosemid enthalten habe. Nach Ablauf der Dopingsperre kehrte sie in der Saison 2009/10 in den Weltcup zurück. Nachdem sie schon bei den traditionellen Vorbereitungswettkämpfen in Muonio mit einem Sieg und einem dritten Platz überzeugen konnte, belegte sie beim Saisonauftakt in Beitostølen den zehnten Platz über 10 km Freistil. Im nächsten Wettbewerb über 10 km klassisch im finnischen Kuusamo konnte Chasowa diese Leistung noch steigern und belegte hinter Justyna Kowalczyk den zweiten Platz. Ihren ersten Weltcupsieg feierte Chasowa im Dezember 2009 im schweizerischen Davos, als sie sich über 10 km Freistil mit 30 Sekunden Vorsprung deutlich gegen Charlotte Kalla und Kristina Šmigun-Vähi durchsetzen konnte.
Chasowa nahm an den Olympischen Winterspielen 2010 in Vancouver teil. Sie startete in vier Wettbewerben und platzierte sich immer unter den besten zwanzig Teilnehmerinnen. Neben Platz zwanzig über 10 km Freistil und Platz dreizehn im Skiathlon wurde sie mit der russischen Staffel Achte in der 4 × 5-km-Staffel. Sie krönte ihre guten Leistungen mit dem Gewinn der Bronzemedaille im Teamsprint. Beim Sieg von Evi Sachenbacher-Stehle und Claudia Nystad wurde sie gemeinsam mit Natalja Korosteljowa Dritte. Ihre Platzierungen im Gesamtweltcup waren mit Platz dreizehn in der Gesamtwertung und Platz neun im Distanzweltcup am Ende der Saison 2009/10 die besten ihrer Laufbahn. Nachdem sie in der Saison 2010/11 aufgrund einer Schwangerschaft pausierte., kam sie in der Saison 2011/12 bei 13 Teilnahmen im Weltcup, fünfmal in die Punkteränge. In der Saison 2012/13 belegte sie den 30. Platz bei der Nordic Opening in Kuusamo und den 31. Rang bei der Tour de Ski 2012/13. Im folgenden Jahr errang sie den 20. Platz bei der Tour de Ski 2013/14. Bei den Olympischen Winterspielen 2014 in Sotschi kam sie auf den 49. Platz im Sprint, auf den 28. Rang im 30-km-Massenstartrennen und auf den 26. Platz im Skiathlon. In der Saison 2014/15 startete sie im Eastern-Europe-Cup. Ihre beste Platzierung dabei war der vierte Platz über 10 km Freistil in Rybinsk. Nach den russischen Meisterschaften im März 2015 beendete sie ihre Karriere.

## Weltcupsiege im Einzel
| Nr. | Datum             | Ort   | Disziplin      |
| --- | ----------------- | ----- | -------------- |
| 1.  | 12. Dezember 2009 | Davos | 10 km Freistil |